# دبليو 40 (قنبلة نووية)
دبليو 40  هو رأس حربي نووي انشطاري أمريكي تم تطويره في أواخر الخمسينات  وشهدت الخدمة من 1959 إلى 1972.
يقال إن تصميم دبليو 40 هو الأساسي أو الانشطار المشترك في بايثون المستخدم في القنبلة النووية الأمريكية بي 28  والرؤوس الحربية النووية دبليو 28 ، والرؤوس الحربية النووية دبليو 49.
تم إنتاج أول قنبلة في يناير 1959 مع بدء الإنتاج في يونيو والانسحاب في أغسطس بسبب مشكلة في السلامة وإعادة الإصدار في سبتمبر مع إصلاح مؤقت. تم اكتشاف مشكلة السلامة من نقطة واحدة في عام 1960 وإصلاحه وفي ديسمبر 1963.